# تپه اطراف شهر سوخته ۲۳۱
تپه اطراف شهر سوخته ۲۳۱ در شهرستان زابل، بخش شیب آب، دهستان لوتک، ۸/۵ کیلومتری جنوب غرب پایگاه باستان‌شناسی شهر سوخته واقع شده و این اثر در تاریخ ۲۰ اسفند ۱۳۸۵ با شمارهٔ ثبت ۱۸۰۹۳ به‌عنوان یکی از آثار ملی ایران به ثبت رسیده است.